# Язык «сначала человек»

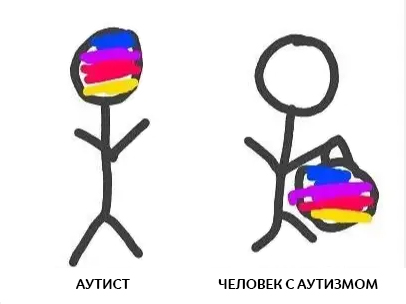
Аутистичный человек («сначала идентичность») и Человек с аутизмом («сначала человек»)

Язык «сначала человек» («сначала люди», «люди прежде всего») — этическая концепция, предписывающая называть человека, имеющего некоторое заболевание или расстройство, таким образом, чтобы поставленный диагноз не выглядел более значимым, чем человеческая индивидуальность, и описывался как имеющееся у человека свойство, а не как его сущность: диагноз — это то, что у человека есть, а не то, чем он является. Цель использования концепции — избежать маргинализации или дегуманизации (сознательной или подсознательной) при обсуждении людей с хроническими заболеваниями или инвалидностью. В первую очередь этот речевой этикет предназначен для разговора о людях с ограниченными возможностями, но также может применяться в более широком смысле к любой группе, которую нежелательно определять или мысленно категоризировать по статусу или особенности (например, по расе, возрасту или внешнему виду).

## История
В 1960 году Беатрис Райт в своём учебнике «Физическая инвалидность: психологический подход» (англ. Physical disability: A psychological approach) обосновала необходимость избегать упрощённых терминов, таких как «инвалид», указывая, что в соответствии с исследованиями семантики «язык — это не просто инструмент для выражения идей, он также играет роль в формировании идей». На основе своей аргументации она делает вывод: «Поскольку телосложение действительно стимулирует оценочные суждения, особенно важно, насколько это возможно, использовать выражения, которые отделяют физические характеристики от личности в целом». Другой влиятельный психолог-реабилитолог, Кэролин Вэш выдвинула аналогичные аргументы в пользу языка «сначала человек» в неопубликованном обращении в 1959 году[уточнить]. Она описывала свой жизненный опыт с квадриплегией на фоне полиомиелита.
Термин «язык, ориентированный на людей» впервые появился в 1988 году по рекомендации правозащитных американских групп. Он стал широко применяться среди логопедов и исследователей: например, слово «заика» было заменено словами «человек, который заикается». Подобное понятие использовали ВИЧ-активисты в 1983 году в Денверских принципах: «Мы осуждаем попытки заклеймить нас как „жертв“ (термин поражения), и мы лишь иногда являемся „пациентами“ (с подразумевающими их пассивностью, беспомощностью и зависимостью от других). Мы — Люди со СПИДом».
Использование данного языка рекомендовано при описании других распространённых хронических заболеваниях, таких как астма и диабет. Некоммерческие организации, такие как «Коалиция действий по борьбе с ожирением», расширили употребление языка на людей данного круга. В 2017 году 5 медицинских обществ США взяли на себя обязательство и используют его в своих коммуникациях: Американское общество метаболической и бариатрической хирургии, Общество борьбы с ожирением, Американское общество врачей-бариатров, Академия питания и диетологии и Американская академия хирургов-ортопедов.

## Конкурирующие модели
Наиболее распространённой альтернативой языку, ориентированному на человека, обычно называют язык, ориентированный на идентичность (язык «сначала идентичность»). Например, персона, выступающая за язык «сначала человек», может называть клиента «человеком с аутизмом», тот же самый клиент может предпочесть язык «сначала идентичность», и попросить, чтобы его называли «аутистом». Также был предложен «личностно-ориентированный язык», который способствует расстановке приоритетов в предпочтениях тех, о ком идет речь. Сторонники личностно-ориентированного подхода приводят доводы в пользу большей нюансировки языка, используемого для описания людей и групп людей.
Язык «сначала идентичность» — результат развития модели инвалидности как меньшинства. Люди, которые предпочитают, чтобы к ним обращались на языке «сначала человек», говорят о своей индивидуальности: у них есть расстройство, но оно никак их не определяет. Люди, которые предпочитают язык «сначала идентичность», говорят о расширении прав и возможностей. К примеру, люди с расстройством аутистического спектра (РАС) не видят в аутизме чего-то, чего им стоило бы стыдиться или прятать.  РАС — это неврологическое состояние, которое не мешает жить и проявляется как расстройство развития, которое лишь приводит к инвалидизации человека. Расстройство не убивает само по себе подобно раку. Активисты движения рекомендуют называть их аутистами, аутичными личностями. Язык «сначала человек» более применим к ситуациям, когда недуг убивает носителя (например, в ситуации «человека с раком»). 
В эксперименте 2008 года исследовалось восприятие эпилепсии подростками в контексте языка, ориентированного на людей. Подростки из летнего лагеря были разделены на две группы. Одной группе задавались вопросы с использованием термина «люди с эпилепсией», а другой группе — с использованием термина «эпилептики». Примеры вопросов — «Считаете ли вы, что люди с эпилепсией/эпилептики испытывают больше трудностей в школе?» и «Есть ли у вас предубеждения по отношению к людям, страдающим эпилепсией/эпилептикам?». Исследование показало, что подростки имели более высокое «восприятие стигмы», когда слышали фразу «эпилептики», в отличие от ситуаций с использованием термина «люди с эпилепсией».

## Рекомендации по использованию

### Соединенные Штаты
Некоторые организации США, такие как United Spinal Association, опубликовали руководства по этикету для людей с ограниченными возможностями. В них предписывается использование принципа «сначала человек». Руководство по этикету «Для чайников» 2007 года предписывает говорить в первую очередь о людях.
По состоянию на 2017 год правила языка, ориентированного на людей, стали нормативными в правительственных учреждениях США на федеральном уровне (например, в Центрах по контролю и профилактике заболеваний США) и на уровне штатов при департаментах здравоохранения, например, в Центре по контролю и профилактике заболеваний Мичигана, Западной Вирджинии, Айдахо, Миссури, Джорджии и Техасе.
С 2007 года требование вошло в Руководство по стилю AMA для академических журналов. Стиль APA утверждает, что приемлемы как язык, ориентированный на людей, так и язык, ориентированный на идентичность. Подчёркивается важность использования предпочтительного стиля группы (если он установлен между членами группы)  или отдельных её участников.

### Великобритания
Руководство по стилю NHS England в большинстве случаев призывает к использованию языка, ориентированного на идентичность. Предпочтение отдаётся  термину  «инвалидизированный человек» над термином «человек с ограниченными возможностями». О людях с ментальными расстройствами рекомендовано говорить как о людях с неспособностью к обучению (с нарушением способности к обучению). Правительство Великобритании также использует термин «люди с ограниченными возможностями» (или «люди с заболеваниями или нарушениями здоровья», если речь идёт о людях, получающих пособие по инвалидности), но отвергает термин «эпилептик, диабетик, депрессивный человек» в пользу «человека с эпилепсией, диабетом, депрессией».

## Критика
Критики возражали, что язык, ориентированный на людей, неуклюж, однообразен и утомителен при письме и чтении. К. Эдвин Вон, социолог и активист в защиту слепых, утверждает, что, поскольку «в обычном использовании положительные местоимения обычно предшествуют существительным», «неловкость при употреблении фокусируется на инвалидности новым и потенциально негативным образом». По мнению Вона, это лишь помогает «сосредоточиться на инвалидности в неуклюжем новом виде» и привлекает внимание к человеку как имеющему некоторый тип «испорченной идентичности» с точки зрения теории идентичности Ирвинга Гофмана. В социальной модели инвалидности человек «является» инвалидом из-за социальных и экологических факторов.
В 1993 году Национальная федерация слепых США приняла резолюцию, осуждающую язык, ориентированный на людей. В резолюции говорилось, что они отвергают представление о том, что «слово „человек“ должно неизменно предшествовать слову „слепой“. Слепой человек — это прежде всего человек». Язык, ориентированный на человека  — «совершенно неприемлемое и пагубное» явление, приводящее к полной противоположности его предполагаемой цели, поскольку «оно носит чрезмерно оборонительный характер, подразумевает стыд вместо истинного равенства и изображает слепых обидчивыми и воинственными».
В культуре глухих долгое время отвергался язык, ориентированный на человека. Вместо этого в культуре неслышащих используется язык, ориентированный на глухих (deaf-first language вместо person-first language), поскольку с точки зрения их субкультуры глухота является источником позитивной идентичности и гордости. Правильным термином для этой группы будут «глухой человек»; термины, связанные со «слабым слухом» неприемлемы для большинства глухих, потому что они подчеркивают то, чего они не могут делать.
Активист, занимающийся правами аутистов, Джим Синклер, отвергает язык, ориентированный на человека, на том основании, что выражение «человек с аутизмом» предполагает, что аутизм можно отделить от человека. Язык, ориентированный на идентичность, предпочитают многие аутичные люди и управляемые ими организации. Некоторые правозащитные группы и организации, такие как Autism Speaks, The Arc и Disability Is Natural поддерживают использование языка, ориентированного на людей. Сеть самозащиты аутистов высказывается о неотъемлемости своей идентичности, полагая, что оборот «человек с аутизмом» обладает негативной коннотацией «неудачливости» аутистичных людей в силу самого лишь факта наличия аутистичности.
В целом, использование языка «сначала человек» предпочтительно для подчёркивания индивидуальности, в то время как язык «сначала идентичность» больше подчёркивает права и возможности. Возможно также смешанное использование обоих подходов.
В России ассоциация «Аутизм-Регионы» предпочитает формулировки вида «сначала личность».